# Thomas Cotterill
Thomas Cotterill född 1779 och död 1823. Engelsk präst och psalmförfattare. Bearbetade en engelsk psalmtext av William Bengo Collyer vilken översattes till svenska av Erik Nyström 1893.

## Psalmer
- O store Gud, vad mäktig syn bearbetad 1819